# Прапор Знам'янського району
Пра́пор Зна́м'янського райо́ну затверджений 3 квітня 2001 року рішенням сесії Знам'янської районної ради.
Жовте прямокутне полотнище зі співвідношенням сторін 2:3, на якому від древка йде на 2/3 довжини прапора зелений клин.
Автори — В. Є. Кривенко, К. В. Шляховий.
Комп'ютерна графіка — В. М. Напиткін.